# Élections sénatoriales de 2020 dans le Gard
Les élections sénatoriales dans le Gard ont lieu le dimanche 27 septembre 2020. Elles ont pour but d'élire les sénateurs représentant le département au Sénat pour un mandat de six années.

## Contexte départemental
Lors des élections sénatoriales de 2014 dans le Gard, trois sénateurs ont été élus : Stéphane Cardenes, Vivette Lopez et Simon Sutour.
Depuis, tous les effectifs du collège électoral des grands électeurs ont été renouvelés, avec les élections départementales de 2015, les élections régionales de 2015, les élections législatives de 2017 et les élections municipales de 2020.
En 2014 le Parti socialiste a perdu un de ses sièges historiques et la droite est devenue majoritaire dans le département (comme au sénat). Depuis la création de La République en marche a pu rebattre en partie les cartes avec l'arrivée d'élus DVD ou DVG en 2014 ainsi que grâce au contrôle de cinq des six députés du départements.
La gauche espère cependant récupérer le deuxième siège de sénateur en s'unissant, en effet il y avait que 50 voix d'écart entre le PS et l'UMP-UDI en 2014 alors que le PCF-FG avait 148 voix, et avec le gain de nouveaux élus (dans l'opposition à Nîmes ou Alès ou dans la majorité comme à Marguerites et Anduze). 

## Sénateurs sortants et résultats de 2014
| Sénateur          | Sénateur | Parti | Fonctions lors de l'élection en 2014 |
| ----------------- | -------- | ----- | ------------------------------------ |
| Stéphane Cardenes |          | MoDem | Maire de Lirac                       |
| Vivette Lopez     |          | LR    | Maire de Mus                         |
| Simon Sutour      |          | PS    | Sénateur sortant                     |

## Présentation des candidats et des suppléants
Les nouveaux représentants sont élus pour une législature de 6 ans au suffrage universel indirect par les 1 837 grands électeurs du département. Dans le Gard, les trois sénateurs sont élus au scrutin proportionnel plurinominal. Chaque liste de candidats est obligatoirement paritaire et alterne entre les hommes et les femmes. 8 listes ont été déposées dans le département, comportant chacune 5 noms.

### Gauche
Simon Sutour ne se représentant pas les deux principaux candidats pour le PS sont Denis Bouad l'actuel président du département et Alexandre Pissas le maire de Tresques. Le second a été élus par 180 militants gardois mais le premier (non candidat à cette primaire) se présente quand même divisant le Parti socialiste en deux. Après le ralliement de la tête de liste PCF Patrick Malavieille et de EELV le 5 septembre 2020 (soit 2 jours avant le début du dépôt des listes) Denis Bouad obtient l'investiture socialiste. 

### Parti socialiste- Parti communiste français - Europe Écologie Les Verts - Parti radical de gauche
| N° | Candidats | Candidats           | Parti | Principales fonctions                                 |
| -- | --------- | ------------------- | ----- | ----------------------------------------------------- |
| 01 |           | Denis Bouad         | PS    | Président du conseil départemental                    |
| 02 |           | Carole Bergeri      | PS    | Conseillère départementale                            |
| 03 |           | Patrick Malavieille | PCF   | Maire de la Grand-Combe                               |
|    |           |                     |       |                                                       |
| 04 |           | Aurélie Génolher    | EÉLV  | Conseillère régionale, maire de Massillargues-Attuech |
| 05 |           | Frédéric Martin     | PRG   | Adjoint au maire de Jonquières-Saint-Vincent          |

### Parti socialistedissident
| N° | Candidats | Candidats        | Parti | Principales fonctions                          |
| -- | --------- | ---------------- | ----- | ---------------------------------------------- |
| 01 |           | Alexandre Pissas | PS    | Conseiller départemental                       |
| 02 |           | Béatrice Loison  | PS    | Adjointe au maire de Vénéjan                   |
| 03 |           | Laurent Nadal    | DVG   | Maire de Cavillargues                          |
|    |           |                  |       |                                                |
| 04 |           | Sylvie Nicolle   | DVG   | Maire de Sabran                                |
| 05 |           | Cédric Pioch     | DVG   | Adjoint au maire de Saint-André-de-Majencoules |

### Droite
Pour la droite LR le défi est de conserver ses deux sièges. Deux personnalités de la droite locale se disputent la première place il s'agit de Vivette Lopez, sénatrice sortante et ancienne maire de Mus et de Laurent Burgoa conseiller départemental et adjoint du maire de Nîmes. 
Le sénateur sortant Stéphane Cardenes arrivé au sénat le 18 juin 2020 a beau être élu sur la liste LR il rejoint le Groupe Union centriste. Il compte prendre la tête d'une liste centriste de « majorité sénatoriale » mais concurrente de la liste LR.

### Mouvement des écologistes libres
| N° | Candidats | Candidats       | Parti | Principales fonctions |
| -- | --------- | --------------- | ----- | --------------------- |
| 01 |           | Zakaria Moukite | MEL   |                       |
| 02 |           | Sylvie Danjou   | MEL   |                       |
| 03 |           | Frédéric Florit | MEL   |                       |
|    |           |                 |       |                       |
| 04 |           | Céline Bidan    | MEL   |                       |
| 05 |           | Mimoun Chent    | MEL   |                       |

### Les Républicains - Union des démocrates et indépendants
| N° | Candidats | Candidats            | Parti | Principales fonctions                                          |
| -- | --------- | -------------------- | ----- | -------------------------------------------------------------- |
| 01 |           | Vivette Lopez        | LR    | Sénatrice sortante, conseillère municipale de Mus              |
| 02 |           | Laurent Burgoa       | LR    | Conseiller départemental, adjoint au maire de Nîmes            |
| 03 |           | Marie Michèle Alvaro | UDI   | Maire de Saint-Victor-des-Oules                                |
|    |           |                      |       |                                                                |
| 04 |           | Frédéric Gras        | LR    | Conseiller départemental, maire de Saint-Césaire-de-Gauzignan. |
| 05 |           | Pascale Bories       | LR    | Conseillère départementale, maire de Villeneuve-lès-Avignon    |

### Union des démocrates et indépendants dissident
| N° | Candidats | Candidats         | Parti | Principales fonctions                                |
| -- | --------- | ----------------- | ----- | ---------------------------------------------------- |
| 01 |           | Stéphane Cardenes | MoDem | Sénateur sortant, conseiller municipal de Roquemaure |
| 02 |           | Pilar Chaleyssin  | DVD   |                                                      |
| 03 |           | Christian Petit   | UDI   | Maire de Baron                                       |
|    |           |                   |       |                                                      |
| 04 |           | Muriel Roy-Cros   | DVD   | Maire de Laval-Saint-Roman                           |
| 05 |           | Henri Francès     | MoDem | Adjoint au maire de Saint-Christol-lez-Alès          |

### Rassemblement national
Le recul du RN observé, notamment à Nîmes (de 7 à 4 élus) ou l'échec de la prise de Vauvert, de Saint-Gilles et de Bagnols-sur-Cèze semble le mettre hors jeu[réf. nécessaire].
| N° | Candidats | Candidats            | Parti | Principales fonctions                                |
| -- | --------- | -------------------- | ----- | ---------------------------------------------------- |
| 01 |           | Julien Sanchez       | RN    | Conseiller régional, maire de Beaucaire              |
| 02 |           | Laurence Gardet      | RN    | Conseillère municipale de Nîmes                      |
| 03 |           | Jean-Louis Meizonnet | RN    | Conseiller régional, conseiller municipal de Vauvert |
|    |           |                      |       |                                                      |
| 04 |           | Corine Martin        | RN    | Conseillère municipale de Bagnols-sur-Cèze           |
| 05 |           | Francis Bassier      | RN    | Conseiller municipal d'Alès                          |

## Résultats
| Tête de liste                                                                             | Tête de liste            | Liste                                      | Voix  | %     | Sièges |
| ----------------------------------------------------------------------------------------- | ------------------------ | ------------------------------------------ | ----- | ----- | ------ |
|                                                                                           | Vivette Lopez            | Union de la droite (LR - UDI)              | 672   | 36,19 | 2      |
| Ensemble, faisons rayonner le Gard, terre de caractères                                   |                          |                                            | 672   | 36,19 | 2      |
|                                                                                           | Denis Bouad              | Union de la gauche (PS - PCF - EÉLV - PRG) | 663   | 35,70 | 1      |
| Le Gard passionnément                                                                     |                          |                                            | 663   | 35,70 | 1      |
|                                                                                           | Julien Sanchez           | Rassemblement national                     | 203   | 10,93 | 0      |
| Liste localiste présentée par le Rassemblement national pour le rééquilibrage territorial |                          |                                            | 203   | 10,93 | 0      |
|                                                                                           | Stéphane Cardenes        | Divers (MoDem - UDI)                       | 170   | 9,15  | 0      |
| La jeunesse et l'expérience au service du Gard                                            |                          |                                            | 170   | 9,15  | 0      |
|                                                                                           | Alexandre Pissas         | Divers gauche (PS)                         | 118   | 6,35  | 0      |
| Socialiste, écologiste et républicaine                                                    |                          |                                            | 118   | 6,35  | 0      |
|                                                                                           | Zakaria Moukite          | Divers (MEL)                               | 31    | 1,67  | 0      |
| Écologistes libres, ni de droite, ni de gauche                                            |                          |                                            | 31    | 1,67  | 0      |
|                                                                                           |                          |                                            |       |       |        |
| Votes valides                                                                             | Votes valides            | Votes valides                              | 1 857 | 97,94 |        |
| Votes blancs                                                                              | Votes blancs             | Votes blancs                               | 16    | 0,84  |        |
| Votes nuls                                                                                | Votes nuls               | Votes nuls                                 | 23    | 1,21  |        |
| Total                                                                                     | Total                    | Total                                      | 1 896 | 100   | 3      |
| Abstention                                                                                | Abstention               | Abstention                                 | 16    | 0,84  |        |
| Inscrits / participation                                                                  | Inscrits / participation | Inscrits / participation                   | 1 912 | 99,16 |        |